# Smittina ctenocondyla
Smittina ctenocondyla är en mossdjursart som beskrevs av Hayward och Thorpe 1990. Smittina ctenocondyla ingår i släktet Smittina och familjen Smittinidae. Inga underarter finns listade i Catalogue of Life.